# Ciutat de San Marino

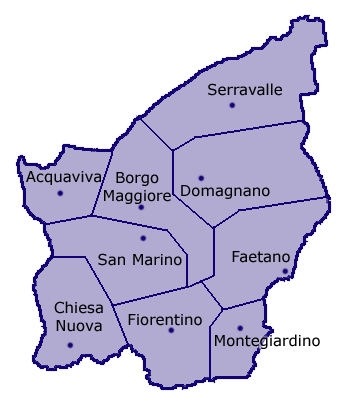
Els nou "castelli" de San Marino.

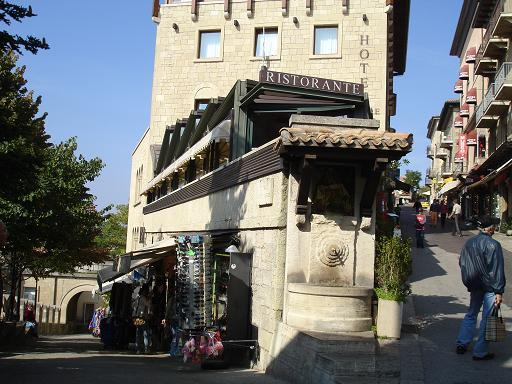
Ciutat de San Marino:via Santa Croce i via Salita alla Roca.

La Ciutat de San Marino (Città di San Marino en italià), coneguda també com a San Marino, és la capital de la República de San Marino i està situada sobre el mont Titano.
És la tercera ciutat del país, després de Borgo Maggiore i de Dogana, al castello de Serravalle, i és també la capital del castello homònim (4.493 habitants i una extensió de 7,09 km²). El territori del castello limita amb els castelli d'Acquaviva, Borgo Maggiore, Fiorentino i Chiesanuova, i amb la província italiana de Pesaro i Urbino.